# The Hitman's Bodyguard
The Hitman's Bodyguard (prt: O Guarda-Costas e o Assassino; bra: Dupla Explosiva) é um filme estadunidense de ação e comédia dirigido por Patrick Hughes com o roteiro de Tom O'Connor.
O filme é estrelado por Ryan Reynolds, Samuel L. Jackson, Gary Oldman e Salma Hayek, e segue a vida de um guarda costas que foi contratado para proteger um assassino que vai testemunhar no Tribunal Internacional de Justiça.
The Hitman's Bodyguard foi lançado nos EUA em 18 de agosto de 2017, recebendo críticas mistas, que prezou a química de Reynolds com Jackson, mas criticado o enredo como um cliché.
A continuação Hitman's Wife's Bodyguard foi lançada em 2021.

## Enredo
Michael Bryce vive uma vida luxuosa como um guarda-costas privado de sucesso no Reino Unido, até que seu cliente Takashi Kurosawa, um traficante internacional de armas, é assassinado em seu turno. Dois anos depois, o caído em desgraça Bryce sobrevive protegendo executivos de empresas viciados em drogas em Londres.
Enquanto isso, Vladislav Dukhovich, o cruel ditador da Bielorrússia, está sendo julgado por crimes contra a humanidade no Tribunal Penal Internacional. Incapaz de obter provas ou testemunhos sólidos contra Dukhovich, a última esperança da promotoria é o assassino encarcerado Darius Kincaid, que concorda em testemunhar contra Dukhovich em troca da libertação de sua esposa Sonia da prisão. Liderado pelo agente da Interpol Roussel, um comboio armado escolta Kincaid do Reino Unido até o Tribunal Penal Internacional em Haia.
Com a ajuda do traiçoeiro diretor assistente da Interpol, Jean Foucher, os homens de Dukhovich emboscam com sucesso o comboio que passa por Coventry e matam a maior parte da equipe de segurança. Kincaid elimina os atacantes e o agente Roussel, o único sobrevivente, leva Kincaid para um esconderijo da Interpol na cidade. Percebendo que a agência não pode ser confiada à missão devido a um possível vazamento, ela pede a ajuda de Bryce, seu ex, para escoltar e proteger Kincaid no caminho para Haia.
Bryce e Kincaid viajam de carro até Amsterdã, mas no meio do trajeto são atacados com tiros pelos homens de Dukhovich, que rastreiam um celular de Kincaid, deixando Bryce furioso. Após derrotarem o bando de Dukhovich, o carro no qual estavam e a van dos bandidos explodem, devido a um vazamento de gasoliane a explosão de artefatos explosivos que tinham no carro de Bryce. A dupla, então, segue viagem em uma van que transporta freiras.
Eles pegam uma balsa que vai para Amsterdã, onde Sonia está detida. Kincaid revela a Bryce que foi ele quem atirou e matou Kurosawa, tendo-o visto por acaso em outro trabalho, fazendo com que Bryce o abandonasse. Enquanto Bryce avalia seus erros passados em uma barraca de cerveja, os homens de Dukhovich atacam Kincaid. Bryce recupera a compostura e ajuda Kincaid a escapar, mas é capturado no processo. Enquanto os homens de Dukhovich o torturam, Kincaid chega e resgata Bryce.
Depois de conciliar suas diferenças, eles chegam a Haia. Kincaid testemunha que Dukhovich o contratou para assassinar um rival político, mas Kincaid testemunhou Dukhovich realizar uma execução em massa e enviou as fotos do massacre para um site FTP secreto que ele fornece ao tribunal.
Dukhovich admite a culpa, então recorre ao seu plano B: bombardear o tribunal para escapar. Foucher deixa o tribunal antes do atentado e Roussel deduz que ele era o traidor. Na confusão após a explosão da bomba, Dukhovich pega uma arma para matar Kincaid, mas Bryce mergulha na frente da bala e leva o tiro. Ferido, ele diz a Kincaid para parar Dukhovich. Foucher e Roussel lutam, até que Bryce fatalmente atira e mata Foucher para salvar Roussel. Kincaid persegue Dukhovich até o telhado, onde ele tenta escapar de helicóptero. Kincaid destrói o helicóptero e com raiva chuta Dukhovich do telhado para a morte por atirar em Bryce.
Kincaid é preso novamente por seus vários crimes, mas foge da prisão de Belmarsh vários meses depois para que ele e Sonia possam comemorar seu aniversário no bar em Honduras, onde se conheceram. Como uma briga de bar selvagem irrompe em torno deles, eles se beijam.

## Elenco
- Ryan Reynolds como Michael Bryce
- Samuel L. Jackson como Darius Kincaid
- Gary Oldman como Vladislav Dukhovich
- Élodie Yung como Amelia Roussel
- Salma Hayek como Sonia Kincaid
- Joaquim de Almeida como Jean Foucher
- Kirsty Mitchell as Rebecca Harr
- Richard E. Grant como Seifert
- Sam Hazeldine como Garrett

## Produção
Em Maio de 2011, David Ellison fundador da Skydance Media adquiriu o roteiro do filme de ação The Hitman's Bodyguard escrito por Tom O'Connor. Originalmente entendeu-se que era o roteiro, de um drama passou por uma experiência "frenética" com duas semanas a reescrever para ser uma comedia muitas semanas antes de ser filmado.
Em 4 de novembro de 2015, foi anunciado que Ryan Reynolds, Samuel L. Jackson e o Gary Oldman estão no elenco do filme, o qual Jeff Wadlow queria dirigir para Millennium Films. Os principais produtores do filme são Mark Gill, John Thompson, Matt O'Toole e Les Weldon. Em 23 de Fevereiro de 2016, foi anunciado que Élodie Yung e Salma Hayek também estão no elenco do filme, o qual a Lionsgate é a distribuidora nos EUA. Em 9 de Março de 2016 foi reportado que Wadlow desistiu do filme e Patrick Hughes assinou o contrato para ser o realizador do filme.
As filmagens do filme começaram em 2 de Abril de 2016, em Londres, Amesterdão e em Sófia.

## Recepção

### Bilheteria
The Hitman's Bodyguard foi lançado no dia 18 Agosto de 2017 ao lado de Logan Lucky, e foi projetado para apurar entre US$ 17 milhões e 20 milhões em 3.350 nos cinemas na primeira semana de lançamento. No total, o filme apurou US$ 75,5 milhões nas bilheterias americanas e US$ 183,4 milhões mundialmente.

### Críticas
No Rotten Tomatoes, o filme tem um índice de aprovação "podre" de 39% com base em 85 avaliações e uma média de 4.9/10. O consenso da crítica no site diz que, "The Hitman's Bodyguard costa com a resenha de Samuel L. Jackson e Ryan Reynolds mas não tem excesso de comédia e ação como os outros clichês de comédia e ação." No Metacritic, o filme tem uma pontuação de  49/100, baseada em 35 críticas mistas.